# Léonie Laporte
Léonie Laporte (Parigi, 21 febbraio 1871 – Roma, 17 gennaio 1924) è stata un'attrice e cantante francese naturalizzata italiana di operetta e lirica comica.
Lavorò al Théâtre des Bouffes-Parisiens nel 1905. Divenne conosciuta al cinema per La paura degli aeromobili nemici diretto da André Deed (1915), Lilly e Lillette o l'arte di farsi amare diretto da Gero Zambuto (1921) e Il controllore dei vagoni letto diretto da Mario Almirante (1922).

## Filmografia
- La paura degli aeromobili nemici, regia di André Deed (1915)
- Cretinetti e gli stivali del Brasiliano, regia di André Deed (1916)
- Il triangolo giallo, regia di Emilio Ghione (1917)
- Dollari e fracks, regia di Emilio Ghione (1919)
- Il castello di bronzo, regia di Emilio Ghione (1920)
- Cavicchioni paladino dei dollari, regia di Umberto Paradisi (1920)
- La grande marniera, regia di Gero Zambuto (1920)
- Hedda Gabler, regia di Gero Zambuto e Giovanni Pastrone (1920)
- Il sogno d'oro di Cavicchioni, regia di Umberto Paradisi (1920)
- Scrollina, regia di Gero Zambuto (1920)
- Lo scaldino, regia di Augusto Genina (1920)
- I figli di nessuno, regia di Ubaldo Maria Del Colle (1921)
- Lilly e Lillette o l'arte di farsi amare, regia di Gero Zambuto (1921)
- La pianista di Haynes, regia di Ubaldo Maria Del Colle (1921)
- Za-la-Mort contro Za-la-Mort, regia di Emilio Ghione (1922)
- La maschera del male, regia di Mario Almirante (1922)
- L'inafferrabile, regia di Mario Almirante (1922)
- Il quadrante d'oro, regia di Emilio Ghione (1922)
- Il sogno d'amore, regia di Gennaro Righelli (1922)
- Il controllore dei vagoni letto, regia di Mario Almirante (1922)
- La piccola parrocchia, regia di Mario Almirante (1923)
- Le sorprese del divorzio, regia di Guido Brignone (1923)
- Povere bimbe, regia di Giovanni Pastrone (1923)
- Largo alle donne!, regia di Guido Brignone (1924)